# Książę Harry i Meghan: Miłość wbrew regułom
Książę Harry i Meghan: Miłość wbrew regułom (ang. Harry & Meghan: A Royal Romance) – amerykański film biograficzny z 2018 roku w reżyserii Menhaja Huda, wyprodukowany przez wytwórnię A&E Networks. Film ukazuje historię związku księcia Harry’ego z amerykańską aktorką Meghan Markle.

## Fabuła
Książę Harry, młodszy syn brytyjskiego następcy tronu, wciąż się nie ustatkował. Pewnego dnia zostaje umówiony na randkę w ciemno. Tam spotyka popularną amerykańską aktorkę Meghan Markle. Między parą od razu rodzi się uczucie. Harry zdaje sobie sprawę, że dla jego rodziny związek z Amerykanką, aktorką i rozwódką będzie trudny do zaakceptowania. W dodatku romans księcia i aktorki wzbudza ogromne zainteresowanie plotkarskich mediów. Wbrew wszystkim Harry i Meghan walczą o prawo do bycia razem.

## Obsada
- Murray Fraser jako książę Harry
- Parisa Fitz-Henley jako Meghan Markle
- Burgess Abernethy jako książę William
- Laura Mitchell jako Kate Middleton
- Bonnie Soper jako księżna Diana
- Steve Coulter jako książę Karol
- Deborah Ramsay jako Camilla Parker-Bowles
- Clare Filipow jako Stella
- Marlie Collins jako Annabella
- Trevor Lerner jako Tom Markle
- Melanie Nicholls-King jako Doria Ragland